# Myrmecophilus australis
Myrmecophilus australis is een rechtvleugelig insect uit de familie mierenkrekels (Myrmecophilidae). De wetenschappelijke naam van deze soort is voor het eerst geldig gepubliceerd in 1896 door Johann Gottlieb Otto Tepper. Hij beschreef de soort aan de hand van twee specimens die gevonden waren in de heuvels nabij Adelaide (Australië)